# Gemini-Nunatak
Der Gemini-Nunatak ist ein Nunatak mit zwei nahezu eisfreien Gipfeln von 465 m bzw. 490 m Höhe, die durch einen schalen Felsengrat verbunden sind. Er ragt 6,5 km südlich es Borchgrevink-Nunatak auf dem Philippi Rise an der Oskar-II.-Küste des Grahamlands auf der Antarktischen Halbinsel.
Der Falkland Islands Dependencies Survey kartierte ihn 1947. Im selben Jahr entstanden erste Luftaufnahmen bei der Ronne Antarctic Research Expedition (1947–1948). Der Survey benannte ihn nach dem Sternbild Zwillinge (englisch gemini).